# 香港2007年7月

## 7月1日
- 是日為香港特區成立十周年紀念日，政府及民間均舉辦了多項活動慶祝。

- 特區政府早上在灣仔金紫荊廣場舉行升旗儀式，行政長官曾蔭權伉儷、全國政協副主席董建華、行政立法兩會議員及解放軍駐港部隊代表等均有出席。儀式於早上八時開始，歷時約10分鐘。警方儀仗隊手持中國國旗和特區區旗，步入金紫荊廣場，並在國歌聲中徐徐升起。在升旗後，飛行服務隊在上空揮舞國旗和特區區旗，而多隻紀律部隊的船隻在海上灑水致敬。是年警方以保安理由而不設公眾觀禮區，有市民到場後才得悉不能觀看儀式，對有關安排感不公，認為觀看升旗是市民的權利。 明報
- 香港特區第三屆政府就職典禮在早上九時，於香港會議展覽中心舉行，國家主席胡錦濤在行政長官曾蔭權陪同下進入會場。胡錦濤先為行政長官曾蔭權及二十位特區政府主要官員監誓，因而行政長官曾蔭權亦為行政會議成員進行監誓，約2000名嘉賓包括中央政府代表、行政立法兩會議員、港區全國人大代表和政協委員、駐港中資企業高層，及各國駐港使節團體等出席儀式，其後胡錦濤及曾蔭權均先後發表講話。 香港政府新聞公報 （页面存档备份，存于）
- 曾蔭權在致辭時，表示未來十年是中港共享的「黃金十年」，他保證會竭盡所能，做好行政長官的工作。他深信香港人追求卓越，過去十年屢次遇到挑戰都能迎難而上，便是發揮其專業的精神。在未來五年，曾蔭權希望市民能用同一份專業精神協造新香港，為中國創造財富，並把握中國的發展令香港脫胎換骨。曾蔭權會跟其領導班子合作以有活力及更開明的政府，並尋求最有利香港、最廣為民眾接納的普選模式，並要推動新經濟發展，大力擴展金融業，及以基建投資帶動就業，為基層創造就業機會。另要推動香港的新關懷文化，藉社會企業創造就業，為弱勢社群帶來希望。 香港政府新聞公報 （页面存档备份，存于）
- 而胡錦濤則在致辭時則表示，「一國兩制」是完整的概念，沒有「一國」便沒有「兩制」，兩者不能割裂或對立。而胡錦濤亦再次提出「四個堅持」主張，包括：堅持全面準確理解和貫徹執行「一國兩制」方針、堅持嚴格按照《基本法》辦事、堅持集中精力發展經濟和改善民生，以及堅持維護社會和諧穩定。他認為只有經濟不斷發展，民生才能不斷改善，社會才得以保持穩定，適合香港實際情況的民主制度也才能順利發展，雖然各界人士的訴求不同，但絕大多數都堅持愛國愛港立場，根本利益一致。故各界人士應緊密團結，積極促進一切有利於香港和國家根本利益的事，並以香港和國家的整體長遠利益為重，理性溝通，求同存異，就沒有解決不了的矛盾和彌合不了的分歧。胡錦濤表示香港在過去十年是不平凡的十年，香港克服了種種的困難和挑戰。現時香港社會穩定、經濟更加繁榮、民主有序發展、民眾安居樂業，證明「一國兩制」方針完全正確，只要中港兩地人民心連心，就定能創造香港發展的新輝煌。 講話內容
- 胡錦濤經過三天的訪港行程後，中午經西部通道離開香港。在警方六部電單車開路下，車隊抵達深港西部通道。胡錦濤的專車率先駛經深圳灣公路大橋，並衝過深港分界線的綵帶，以象徵大橋的開通。其後車隊直駛往深圳灣口岸的旅檢大樓，廣東省省長黃華華及深圳市市長許宗衡等人親自迎接。隨同胡錦濤的國務委員唐家璇及行政長官曾蔭權分別致辭，唐家璇表示自香港特區成立以來，與中國內地關係日益密切，深圳灣口岸有助舒緩口岸之間的壓力，對促進中港兩地的交流合作有重大意義；而行政長官曾蔭權則表示西部通道採用一地兩檢，以減省旅客過境的時間，對促進兩地的人流及物流發揮積極作用。其後，各主禮嘉賓進行剪綵儀式，胡錦濤在曾蔭權陪同下參觀旅檢大樓以瞭解運作，並問候在場的入境處人員，胡錦濤在接受特區政府官員的歡送後，隨即穿過港方口岸區，結束三天的訪港行程。 香港政府新聞公報1 （页面存档备份，存于）、2 （页面存档备份，存于）

- 民間人權陣線舉辦七一遊行，有68000人參加。

## 7月2日
- 7月1日至2日，中國人民解放軍八一跳傘隊分別在跑馬地馬場、香港大球場及維多利亞公園舉行跳傘表演，慶祝香港主權移交十周年。 明報
- 西貢海下灣發現鯊魚蹤影。明報

## 7月3日
（請按此參閱當天之報章頭條）
- 新蒲崗康強大廈有腐蝕性液體--鹽酸由高處滴下，13人受傷。 星島日報

## 7月4日
（請按此參閱當天之報章頭條）
- 新世界傳動網在中環、灣仔、尖沙咀、旺角、上水、元朗等超過半數，即18家分店遭人淋紅油及白油破壞。香港警方已列入刑事毀壞案，由西九龍總區重案組接手調查。星島日報、明報
- 葵涌一艘貨船疑洩漏化學液體「甲基丙烯酸酯」，附近青衣島居民聞到氣味不適送院。明報
- 龔如心遺產爭奪事件添變數，其家翁王廷歆向遺產承辦處提交知會備忘。 星島日報、明報
- 2003年建立以安葬因英勇行為喪生或遇害市民的景仰園一直丟空至今，引起香港立法會議員批評。 明報[]
- 漁護署又於海下灣發現兩條幼鯊，賽馬會黃石水上活動中心及大尾篤水上活動中心繼續關閉。 明報[]

## 7月5日
- 香港行政長官曾蔭權出席香港立法會答問大會，他認為各界應以冷靜及理性地討論普選問題。 明報
- 新世界集團的總部以及旗下兩家酒店遭受襲擊。 星島日報

## 7月6日
- 房委會計劃在8月發售3,255個剩餘居屋單位，售價介乎40萬至247萬港元。 星島日報

## 7月7日
- 英超亞洲錦標賽門票早上於香港大球場發售，市民投訴賣票安排混亂。 星島日報
- 一名香港女遊客到剛果民主共和國尼拉貢戈火山旅遊時，失足墮下火山口，證實死亡。 星島日報
- 警方拘捕八人，懷疑他們涉及新世界集團的刑毀案。 明報

## 7月8日
- 飛行總會一架小型飛機早上因機件故障，緊急降落船灣淡水湖大壩上，事件中無人受傷，民航處要求飛行總會提交報告。明報 （页面存档备份，存于）

## 7月9日
（請按此參閱當天之報章頭條及天氣報告）
- 香港廣播處長朱培慶要求儘早離職，副廣播處長傅小慧尊重他的決定。 明報1、明報2
- 海下灣下午再發現一條幼鯊，漁護署勸籲市民停止一切水上活動。 明報
- 由香港金融管理局印製的港幣10元塑膠鈔票今日正式發行。 明報 （页面存档备份，存于）

## 7月10日
（請按此參閱當天之報章頭條及天氣報告）
- 銅鑼灣前三越百貨公司，興利中心地盤內一個塔式起重機倒塌，7名工人被困，其中2名工人死亡。 明報、星島日報[]

## 7月11日
（請按此參閱當天之報章頭條）
- 政府發表《政制發展綠皮書》，開始諮詢市民的意見，為期三個月。 明報

## 7月12日
（請按此參閱當天之天氣報告）
- 海下灣下午再發現兩條幼鯊，漁護署勸籲市民停止一切水上活動。 明報

## 7月13日
（請按此參閱當天之報章頭條）
- 行政會議成員張炳良兼任消費者委員會主席，任期為兩年。 明報 （页面存档备份，存于）

## 7月14日
- 香港天文台台長林超英估計香港本世紀中或之前，可能再沒有冬天。 明報
- 海下灣下午再發現三條幼鯊，漁護署勸籲市民暫停一切水上活動。 明報 （页面存档备份，存于）
- 香港維基媒體協會舉行成立典禮，立法會議員單仲偕到場支持。 蘋果日報

## 7月15日
- 數百部的士凌晨到香港國際機場抗議，並一度堵塞機場1號及4號停車場，令機場交通一度幾乎癱瘓。 有線新聞
- 海下灣下午再發現兩條幼鯊，漁護署勸籲市民暫停一切水上活動。 有線新聞
- 約20部客貨車晚上再在機場發動慢駛，要求使用四號停車場外的緩衝區。 有線新聞
- 著名的香港街頭塗鴉藝術家，有「九龍皇帝」之稱的曾灶財於九龍醫院病逝，享年85歲。明報 （页面存档备份，存于）

## 7月16日
（請按此參閱當天之報章頭條）
- 統計處估計，三十年後香港人口會增至857萬。 有線新聞

## 7月17日
（請按此參閱當天之報章頭條）
- 立法會主席范徐麗泰總結過去一年工作，指行政和立法機關仍互不信任。同日，她宣佈不會參加2008年香港立法會選舉。 明報 有線新聞
- 添馬艦發展工程評審結果公佈，金門—協興聯營提交的「凱旋門」方案（設計A）為中選者。 香港政府新聞網 明報

## 7月18日
- 2007年度香港書展由本日起一連7天於香港會議展覽中心舉行。 明報[]
- 書展中有書籍因使用了名畫《賽姬接受丘比特的初吻》，被影視處以不雅為由勸喻停售。 明報 （页面存档备份，存于）

## 7月19日
- 美國監管當局向東亞銀行主席李國寶發出調查通知書，指李國寶懷疑道瓊斯公司內幕交易案，要求李國寶作解釋並考慮作出民事起訴，李國寶否認指控，並表示會抗辯到底。 明報 （页面存档备份，存于）
- 市區重建局宣布展開嘉咸街及卑利街的重建項目，並計劃將嘉咸街打造成「老店街」，總發展成本共38億港元。 有線新聞
- 醫管局建議增加2000年後入職醫生的薪酬，以解決醫生同工不同酬的問題。估計醫管局每年開支會增加逾3.5億港元，如果醫生接納新加薪方案，最快可於12月起生效。有醫生工會指，新方案仍未能完全解決問題。 有線新聞
- 運輸署決定於7月22日起，取消電召的士在香港國際機場四號停車場外的臨時載客區上落客。 有線新聞
- 香港地鐵推出首部自助客務機，並於7月22日在香港站率先投入服務。 明報[]

## 7月20日
（請按此參閱當天之天氣報告）
- 政府宣佈開放活豬供應市場，並引入廣南行與五豐行競爭。 有線新聞

## 7月21日
（請按此參閱當天之報章頭條）
- 獨家代理供港活牛的五豐行即日調高活牛批發價，買手稱，不明白五豐行為何加價。 有線新聞
- 2007年度香港小姐競選決賽晚上假座於香港體育館舉行，現年23歲的張嘉兒奪冠，而亞軍及季軍則分別由王君馨及周美欣所奪得，此外王君馨同時奪得「最上鏡小姐」及「國際親善小姐」獎項。 維基新聞、大會新聞公布[永久]

## 7月22日
- 赤鱲角機場為期一星期的電召的士緩衝區今天起取消，的士要改到較遠的三號停車場載客。 有線新聞

## 7月23日
（請按此參閱當天之報章頭條及天氣報告）
- 警方按法庭頒布的封閉令，封閉元朗區四個公寓。有關單位在過去兩年多次被用作色情場所，其中11人更干犯「經營色情場所」罪成而被判入獄。警方冀行動能警惕業主，勿將單位出租予不法份子。 香港政府新聞公報 （页面存档备份，存于）
- 人行上周推出兩項宏調措施，中港兩地股市未受拖累，而香港金融管理局總裁任志剛預期宏調將會持續。 亞視新聞
- 中國內地輸港活牛供應回升，全日共有115隻活牛運往上水屠房。由於買手以配給方法分配牛隻，故成交價保持穩定。 明報[]
- 近日天氣持續酷熱，是日最少有四人在戶外活動時懷疑中暑須送院治理，其中一名男子死亡。 明報[]
- 行政長官曾蔭權在出席工總午宴時表示，國家「十一五」規劃中提出優化產業結構及推行新的加工貿易等政策，使港商面對困難，但特區政府會提供支援，並與內地相關部門合作，就港資企業轉型提供意見。 香港政府新聞公報 （页面存档备份，存于）
- 海下灣下午再發現兩條幼鯊，漁護署強烈勸籲市民暫停一切水上活動。 星島日報 （页面存档备份，存于）

## 7月24日
（請按此參閱當天之報章頭條及天氣報告）
- 先科國際前主席黃創光涉嫌行賄案，法官裁定其兩項行賄罪名成立，但由於黃創光未有到庭且失蹤，法官遂發出逮捕令，而同案另外兩名被告則被裁定受賄罪名成立，還押監房等候判刑。 亞視新聞

## 7月25日
（請按此參閱當天之報章頭條及天氣報告）
- 海關一連兩天採取突擊行動，在上水、旺角和觀塘共三處地點檢獲時值約13萬港元的懷疑冒牌手機電池和配件約4,600件，並拘捕四人。而行動中亦同時檢獲一批包裝工具，相信已搗破一個具規模冒牌手機電池集團。 明報[]

## 7月26日
- 一年一度的香港動漫節暨香港電玩展由本日起一連5天於香港會議展覽中心舉行。 有線新聞
- 遇襲致全身癱瘓的警員朱振國，由其妻代表入稟區域法院，向警務處索取僱員補償。 有線新聞

## 7月27日
（請按此參閱當天之報章頭條）
- 八達通發現自1998年起有1.5萬人以易辦事增值失敗後戶口仍遭扣除款項，錯誤多收400萬元。八達通將透過易辦事及銀行向受影響用戶退還款項。 明報 （页面存档备份，存于）

## 7月28日
（請按此參閱當天之報章頭條）
- 發展局局長林鄭月娥稱，皇后碼頭不可能原址保留。 有線新聞
- 天文台錄得氣溫34.8度，為今年以來最高氣溫。 有線新聞

## 7月29日
- 發展局局長林鄭月娥到皇后碼頭，親身出席由本土行動主辦的公開論壇。她重申，皇后碼頭不可能不遷不拆。 有線新聞

## 7月30日
- 本土行動入稟香港高等法院，司法覆核政府不把皇后碼頭列入香港法定古蹟的決定。而地政總署人員於碼頭貼出告示，要求示威者於星期三晚午夜前離開碼頭。星島日報[]

## 7月31日
（請按此參閱當天之報章頭條）
- 高院接納保育人士就政府清拆皇后碼頭的司法覆核申請，並訂於8月7日聆訊。 明報[]

- 地政總署擬於午夜收回皇后碼頭，請願人士作最後準備，應該一旦進行清場時的應變方案。 明報 （页面存档备份，存于）

- 受匯豐及恒生業績理想刺激，恒生指數大升逾400點，重上23,100點水平。 明報[]

| 香港新聞動態 |
| \| - 2024年香港：1月 - 2月 - 3月 - 4月 - 5月 - 6月 - 7月 - 8月 - 9月 - 10月 - 11月 - 12月 - 2023年香港：1月 - 2月 - 3月 - 4月 - 5月 - 6月 - 7月 - 8月 - 9月 - 10月 - 11月 - 12月 - 2022年香港：1月 - 2月 - 3月 - 4月 - 5月 - 6月 - 7月 - 8月 - 9月 - 10月 - 11月 - 12月 - 2021年香港：1月 - 2月 - 3月 - 4月 - 5月 - 6月 - 7月 - 8月 - 9月 - 10月 - 11月 - 12月 - 2020年香港：1月 - 2月 - 3月 - 4月 - 5月 - 6月 - 7月 - 8月 - 9月 - 10月 - 11月 - 12月 - 2019年香港：1月 - 2月 - 3月 - 4月 - 5月 - 6月 - 7月 - 8月 - 9月 - 10月 - 11月 - 12月 - 2018年香港：1月 - 2月 - 3月 - 4月 - 5月 - 6月 - 7月 - 8月 - 9月 - 10月 - 11月 - 12月 - 2017年香港：1月 - 2月 - 3月 - 4月 - 5月 - 6月 - 7月 - 8月 - 9月 - 10月 - 11月 - 12月 - 2016年香港：1月 - 2月 - 3月 - 4月 - 5月 - 6月 - 7月 - 8月 - 9月 - 10月 - 11月 - 12月 - 2015年香港：1月 - 2月 - 3月 - 4月 - 5月 - 6月 - 7月 - 8月 - 9月 - 10月 - 11月 - 12月 - 2014年香港：1月 - 2月 - 3月 - 4月 - 5月 - 6月 - 7月 - 8月 - 9月 - 10月 - 11月 - 12月 - 2013年香港：1月 - 2月 - 3月 - 4月 - 5月 - 6月 - 7月 - 8月 - 9月 - 10月 - 11月 - 12月 - 2012年香港：1月 - 2月 - 3月 - 4月 - 5月 - 6月 - 7月 - 8月 - 9月 - 10月 - 11月 - 12月 - 2011年香港：1月 - 2月 - 3月 - 4月 - 5月 - 6月 - 7月 - 8月 - 9月 - 10月 - 11月 - 12月 - 2010年香港：1月 - 2月 - 3月 - 4月 - 5月 - 6月 - 7月 - 8月 - 9月 - 10月 - 11月 - 12月 - 2009年香港：1月 - 2月 - 3月 - 4月 - 5月 - 6月 - 7月 - 8月 - 9月 - 10月 - 11月 - 12月 - 2008年香港：1月 - 2月 - 3月 - 4月 - 5月 - 6月 - 7月 - 8月 - 9月 - 10月 - 11月 - 12月 - 2007年香港：1月 - 2月 - 3月 - 4月 - 5月 - 6月 - 7月 - 8月 - 9月 - 10月 - 11月 - 12月 - 2006年香港：1月 - 2月 - 3月 - 4月 - 5月 - 6月 - 7月 - 8月 - 9月 - 10月 - 11月 - 12月 - 2005年香港：1月 - 2月 - 3月 - 4月 - 5月 - 6月 - 7月 - 8月 - 9月 - 10月 - 11月 - 12月 - 2004年香港：1月 - 2月 - 3月 - 4月 - 5月 - 6月 - 7月 - 8月 - 9月 - 10月 - 11月 - 12月 - 2003年香港：1月 - 2月 - 3月 - 4月 - 5月 - 6月 - 7月 - 8月 - 9月 - 10月 - 11月 - 12月 - 2002年香港：1月 - 2月 - 3月 - 4月 - 5月 - 6月 - 7月 - 8月 - 9月 - 10月 - 11月 - 12月 - 2001年香港：1月 - 2月 - 3月 - 4月 - 5月 - 6月 - 7月 - 8月 - 9月 - 10月 - 11月 - 12月 - 2000年香港：1月 - 2月 - 3月 - 4月 - 5月 - 6月 - 7月 - 8月 - 9月 - 10月 - 11月 - 12月 - 1999年香港：1月 - 2月 - 3月 - 4月 - 5月 - 6月 - 7月 - 8月 - 9月 - 10月 - 11月 - 12月 - 1998年香港：1月 - 2月 - 3月 - 4月 - 5月 - 6月 - 7月 - 8月 - 9月 - 10月 - 11月 - 12月 - 1997年香港：1月 - 2月 - 3月 - 4月 - 5月 - 6月 - 7月 - 8月 - 9月 - 10月 - 11月 - 12月 參 \| |
| - 2024年香港：1月 - 2月 - 3月 - 4月 - 5月 - 6月 - 7月 - 8月 - 9月 - 10月 - 11月 - 12月 - 2023年香港：1月 - 2月 - 3月 - 4月 - 5月 - 6月 - 7月 - 8月 - 9月 - 10月 - 11月 - 12月 - 2022年香港：1月 - 2月 - 3月 - 4月 - 5月 - 6月 - 7月 - 8月 - 9月 - 10月 - 11月 - 12月 - 2021年香港：1月 - 2月 - 3月 - 4月 - 5月 - 6月 - 7月 - 8月 - 9月 - 10月 - 11月 - 12月 - 2020年香港：1月 - 2月 - 3月 - 4月 - 5月 - 6月 - 7月 - 8月 - 9月 - 10月 - 11月 - 12月 - 2019年香港：1月 - 2月 - 3月 - 4月 - 5月 - 6月 - 7月 - 8月 - 9月 - 10月 - 11月 - 12月 - 2018年香港：1月 - 2月 - 3月 - 4月 - 5月 - 6月 - 7月 - 8月 - 9月 - 10月 - 11月 - 12月 - 2017年香港：1月 - 2月 - 3月 - 4月 - 5月 - 6月 - 7月 - 8月 - 9月 - 10月 - 11月 - 12月 - 2016年香港：1月 - 2月 - 3月 - 4月 - 5月 - 6月 - 7月 - 8月 - 9月 - 10月 - 11月 - 12月 - 2015年香港：1月 - 2月 - 3月 - 4月 - 5月 - 6月 - 7月 - 8月 - 9月 - 10月 - 11月 - 12月 - 2014年香港：1月 - 2月 - 3月 - 4月 - 5月 - 6月 - 7月 - 8月 - 9月 - 10月 - 11月 - 12月 - 2013年香港：1月 - 2月 - 3月 - 4月 - 5月 - 6月 - 7月 - 8月 - 9月 - 10月 - 11月 - 12月 - 2012年香港：1月 - 2月 - 3月 - 4月 - 5月 - 6月 - 7月 - 8月 - 9月 - 10月 - 11月 - 12月 - 2011年香港：1月 - 2月 - 3月 - 4月 - 5月 - 6月 - 7月 - 8月 - 9月 - 10月 - 11月 - 12月 - 2010年香港：1月 - 2月 - 3月 - 4月 - 5月 - 6月 - 7月 - 8月 - 9月 - 10月 - 11月 - 12月 - 2009年香港：1月 - 2月 - 3月 - 4月 - 5月 - 6月 - 7月 - 8月 - 9月 - 10月 - 11月 - 12月 - 2008年香港：1月 - 2月 - 3月 - 4月 - 5月 - 6月 - 7月 - 8月 - 9月 - 10月 - 11月 - 12月 - 2007年香港：1月 - 2月 - 3月 - 4月 - 5月 - 6月 - 7月 - 8月 - 9月 - 10月 - 11月 - 12月 - 2006年香港：1月 - 2月 - 3月 - 4月 - 5月 - 6月 - 7月 - 8月 - 9月 - 10月 - 11月 - 12月 - 2005年香港：1月 - 2月 - 3月 - 4月 - 5月 - 6月 - 7月 - 8月 - 9月 - 10月 - 11月 - 12月 - 2004年香港：1月 - 2月 - 3月 - 4月 - 5月 - 6月 - 7月 - 8月 - 9月 - 10月 - 11月 - 12月 - 2003年香港：1月 - 2月 - 3月 - 4月 - 5月 - 6月 - 7月 - 8月 - 9月 - 10月 - 11月 - 12月 - 2002年香港：1月 - 2月 - 3月 - 4月 - 5月 - 6月 - 7月 - 8月 - 9月 - 10月 - 11月 - 12月 - 2001年香港：1月 - 2月 - 3月 - 4月 - 5月 - 6月 - 7月 - 8月 - 9月 - 10月 - 11月 - 12月 - 2000年香港：1月 - 2月 - 3月 - 4月 - 5月 - 6月 - 7月 - 8月 - 9月 - 10月 - 11月 - 12月 - 1999年香港：1月 - 2月 - 3月 - 4月 - 5月 - 6月 - 7月 - 8月 - 9月 - 10月 - 11月 - 12月 - 1998年香港：1月 - 2月 - 3月 - 4月 - 5月 - 6月 - 7月 - 8月 - 9月 - 10月 - 11月 - 12月 - 1997年香港：1月 - 2月 - 3月 - 4月 - 5月 - 6月 - 7月 - 8月 - 9月 - 10月 - 11月 - 12月 參       |

1. ↑  容量有限，本表只列出香港回歸以來各年各月香港新聞動態。關於更早年代的各年各月香港新聞動態，詳見於某年香港（某年表示1997年之前的公曆年份）。